# Mistrzostwa Europy w Wyciskaniu Belki 2009
Mistrzostwa Europy w Wyciskaniu Belki 2009 – mistrzostwa Europy siłaczy w jednej, wybranej
konkurencji: Wyciskaniu belki w pozycji stojącej.
Rozegrane zostały po raz pierwszy w 2009 r.

Data: 21 listopada 2009 r.

Miejsce: Kowno  Litwa
WYNIKI ZAWODÓW:
| Miejsce | Zawodnik              | Kraj    | Zaliczony ciężar         |
| ------- | --------------------- | ------- | ------------------------ |
| 1.      | Žydrūnas Savickas     | Litwa   | 212,5 kg (rekord świata) |
| 2.      | Krzysztof Radzikowski | Polska  | 195 kg                   |
| 3.      | Vidas Blekaitis       | Litwa   | 190 kg                   |
| 4.      | Ervin Katona          | Serbia  | 180 kg                   |
| 5.      | Saulius Brusokas      | Litwa   | 170 kg                   |
| 6.      | Agris Kazeļņiks       | Łotwa   | 165 kg                   |
| 7.      | Mareks Leitis         | Łotwa   | 165 kg                   |
| 8.      | Aleksandr Mantserow   | Rosja   | 160 kg                   |
| 9.      | Dainis Zageris        | Łotwa   | 150 kg                   |
| 10.     | Markus Männik         | Estonia |                          |